# Phthorarcha
Phthorarcha là một chi bướm đêm thuộc họ Geometridae.

## Các loài
- Phthorarcha ishkovi Viidalepp, 1986[1]
- Phthorarcha primigena Staudinger, 1895[1]